# Lucien Grand-Jouan
Pour les articles homonymes, voir Grandjouan.
Lucien Grand-Jouan est un écrivain, éditeur et journaliste français, né le 29 novembre 1937 à Nantes et mort le 25 juillet 2021 à Tours.

## Biographie
Né à Nantes en 1937, il quitte la ville en 1940 avec ses parents, qui s'installent à Ingrandes-sur-Loire. Puis il revient à Nantes où il est élève au lycée Clemenceau et a pour professeur l'historien Jean Meyer, qui l'influencera beaucoup. 
Son grand-oncle est le dessinateur et affichiste Jules Grandjouan, dont l'influence anarchiste libertaire le marque aussi profondément. Il est aussi le frère du réalisateur et scénariste Jean-Jacques Grand-Jouan.
Il est ensuite élève de l'ESSEC, puis éditeur, journaliste et écrivain, ainsi que directeur de publication de la revue Satirix, qui s'inspire de l'ancienne revue L'Assiette au beurre. 
Il publie plusieurs ouvrages, dont des rééditions des travaux de son grand-oncle, et fait reparaître la revue Satirix à partir des années 2010. 
Il est clarinettiste amateur et admirateur de Sidney Bechet, Albert Nicholas et Omer Simeon. 
Par ailleurs, il est passionné par le XVIIe siècle français, et en particulier par Pierre Corneille, qu'il considère comme le fondateur de la modernité française.

## Publications
- Ce que je crois ou le patchwork impromptu, Éditions du Petit Véhicule, Nantes, 2016.
- Sur la grande route, Éditions du Petit véhicule, Nantes, 2013.
- Le Secret du Misanthrope, illustrations par Antoine Faure, Saint-Cyr-sur-Loire, 2006.
- Grandjouan dans Le Rire, Le Rire rouge, Le Sourire, La Baïonnette, Le Canard sauvage, Le Diable, L'Indiscret, édité par Noémie Koechlin, textes de Lucien Grand-Jouan, Paris, 2002.
- Satirix: la revue qu'on ne jette pas, mensuel humoristique dirigé par Lucien Grand-Jouan, Paris, 1971-1976.